# Strahlmittel

Synthetisches Strahlmittel aus Kunststoff

Strahlmittel sind die beim Strahlen (auch Sandstrahlen und Kugelstrahlen) eingesetzten Hilfsstoffe. Als Strahlmittel wird sowohl kugeliges als auch kantiges Material verwendet.
Als Strahlmittel werden zum Beispiel Schrot, Kies, Stahlkies, Glaskugeln oder Drahtabschnitte aus Hartguss, Stahlguss oder Stahl eingesetzt.
Am gebräuchlichsten sind metallische und mineralische Stoffe, während synthetische oder pflanzliche eher selten angewendet werden. Die einzelnen Körner von mineralischen und synthetischen Strahlmitteln haben in der Regel eine vieleckige Form mit scharfen Kanten. Keramik- und Glasperlen stellen mit ihrer kugeligen Form dabei eine Ausnahme dar.
Metallische Strahlmittel werden auch als Shot oder Schrot bezeichnet, wenn sie eine kugelige Form besitzen. Eckige oder kantige Körner werden als Grit oder Kies bezeichnet bzw. als Drahtkorn, wenn sie eine zylindrische Form haben.
Zu den mineralischen Strahlmitteln gehören Keramik- und Glasperlen, Granatsand und alle Sorten von Korund (Aluminiumoxid Al2O3).
Nach der BGR 500 (früher VBG 48) „Strahlarbeiten“ ist die Verwendung von gewöhnlichem Quarzsand als Strahlmittel unzulässig, da der entstehende feine Sandstaub Silikose verursachen kann.
Zu den synthetischen Strahlmitteln gehören die Kunststoffe. Als pflanzliche Strahlmitteln werden Nussschalen, Apfelkerne oder Kork verwendet.
Immer größere Bedeutung erlangen schonende Reinigungsverfahren mit Soda und mit Trockeneis (CO2) in Form von Pellets. Trockeneisstrahlen hat den zusätzlichen Vorteil, dass es rückstandsfrei zu Gas sublimiert, sodass nur der abgetragene Schmutz entsorgt werden muss.

## Prüfung von Strahlmitteln
Die Prüfung von Strahlmitteln erfolgt auf Basis der DGUV Regel 100-500 (früher BGR 500) „Betreiben von Arbeitsmitteln“. Diese stellt verbindliche Regelungen für die Verwendung von Strahlmitteln zusammen und definiert die maximalen Gehalte an gefährlichen Stoffen in Strahlmitteln.
Die Obergrenze von 2 Masseprozent gilt für die Summe der Anteile von Antimon, Blei, Cadmium, Zinn, Arsen, Beryllium, Kobalt, Nickel und deren Verbindungen sowie Chromate. Dieselbe Grenze wurde für den maximalen Anteil von silikogenen Komponenten (Quarz, Cristobalit, Tridymit) festgelegt. Bei Arsen, Beryllium, Kobalt und Nickel und deren Verbindungen sowie Chromaten liegt die Grenze jeweils bei 0,2 Masseprozent, bei Beryllium, Kobalt, Cadmium und deren Verbindungen sowie Chromaten im Einzelnen bei 0,1 Masseprozent. Die DGUV Regel 100-500 enthält keine Angaben zu einer regelmäßigen Überprüfung der genannten Forderungen.